# 청룡 (후연)
청룡(靑龍)은 중국 후연(後燕) 난한(蘭汗)의 연호이다. 398년 4월에서 398년 7월까지 3개월 동안 사용하였다.
398년 4월, 난한은 후연의 황제 모용보(慕容寶)를 살해하고 황제에 올라 청룡(靑龍)으로 개원하였다. 이후 모용성(慕容盛)이 난한을 살해하고 황제에 올라 청룡 연호는 폐지되었다.
같은 시기에 사용된 다른 연호로는 동진(東晉)에서 사용한 융안(隆安 : 397년 ~ 401년), 후진(後秦)에서 사용한 황초(皇初 : 394년 ~ 399년), 서진(西秦)에서 사용한 태초(太初 : 388년 ~ 400년), 후량(後凉)에서 사용한 용비(龍飛 : 396년 ~ 399년), 북량(北凉)에서 사용한 신새(神璽 : 397년 ~ 399년), 남량(南凉)에서 사용한 태초(太初 : 397년 ~ 399년), 북위(北魏)에서 사용한 황시(皇始 : 396년 ~ 398년)가 있다. 중국 이외의 다른 국가에서 사용한 연호로는 고구려(高句麗)에서 사용한 영락(永樂 : 391년 ~ 412년)이 있다.

## 개원
후연(後燕) 영강(永康) 3년 4월 26일(398년 5월 27일)에 칭제한 후 청룡(靑龍)으로 건원함.

## 연대대조표
| 청룡                | 원년            |
| 서력                | 398년           |
| 육십간지 (六十干支) | 무술(戊戌)      |
| 동진 (東晉)         | 융안(隆安) 2년  |
| 후진 (後秦)         | 황초(皇初) 5년  |
| 서진 (西秦)         | 태초(太初) 11년 |
| 후량 (後凉)         | 용비(龍飛) 3년  |
| 북량 (北凉)         | 신새(神璽) 3년  |
| 남량 (南凉)         | 태초(太初) 3년  |
| 북위 (北魏)         | 황시(皇始) 3년  |
| 고구려 (高句麗)     | 영락(永樂) 8년  |

## 같이 보기
- 다른 왕조의 같은 연호
  - 조위(曺魏) 청룡(233년 ~ 237년)
  - 후조(後趙) 청룡(350년)

- 중국의 연호

| 이전 연호 영강(永康) | 중국의 연호 후연(後燕) | 다음 연호 건평(建平) |

1. ↑  무술년(戊戌年) 4월 정해일(丁亥日)